# Clarksburg (Missouri)
Clarksburg è un comune degli Stati Uniti d'America, situato nello Stato del Missouri, nella contea di Moniteau.